# Felipe Taddei
Felipe Taddei, mais conhecido como Taddei (São José do Rio Pardo, 25 de maio de 1992) é um jogador profissional brasileiro de basquetebol, que atua na posição de ala-armador. Defendeu a Seleção Brasileira de Basquetebol Masculino Sub-19.
Atualmente joga pelo Campo Mourão Basquete. Antes jogava pelo Universo/Vitória. Atuou durante quatro temporadas no Franca Basquetebol Clube.